# London Borough of Barnet

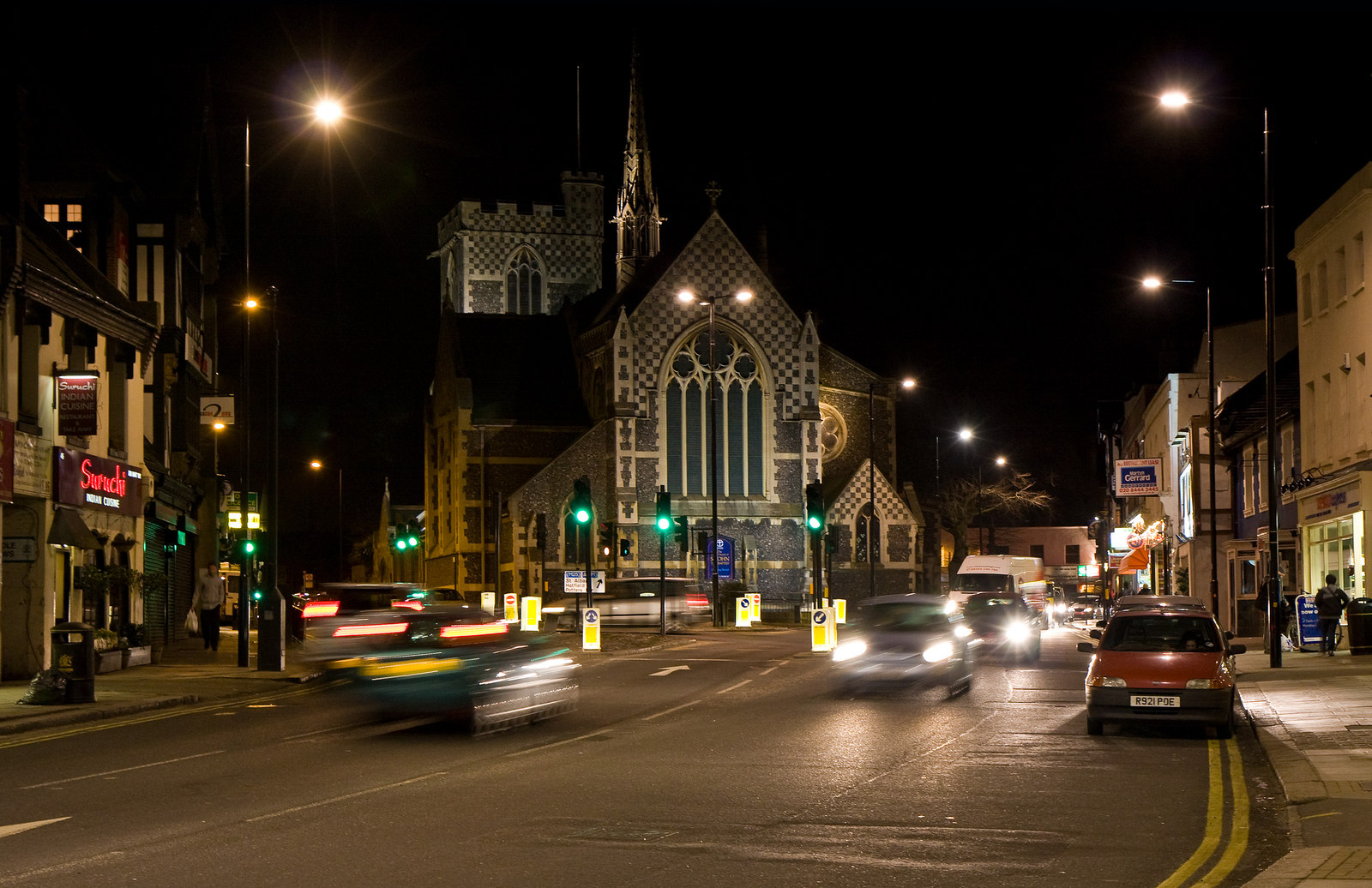
Kościół St. John The Baptist, Barnet

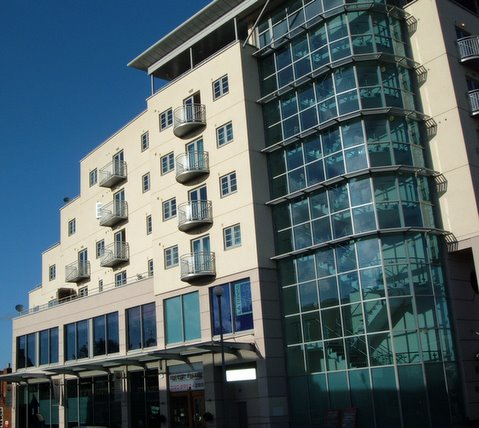
Millennium Flats, Edgware

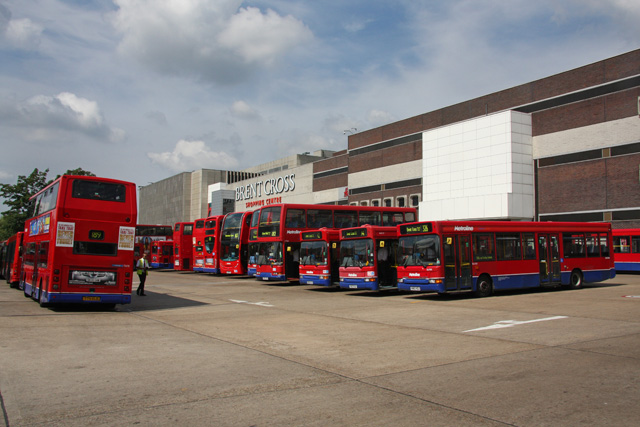
Brent Cross Bus Station przed Brent Cross Shopping Centre

London Borough of Barnet – jedna z 32 gmin Wielkiego Londynu położona w jego północno-zachodniej części. Wraz z 19 innymi gminami wchodzi w skład tzw. Londynu Zewnętrznego. Władzę stanowi Rada Gminy Barnet (ang. Barnet Council).

## Historia
Gminę utworzono w 1965 na podstawie ustawy London Government Act 1963 z obszarów Finchley (ang. Municipal Borough of Finchley) utworzonego w 1933 roku, Hendon
(ang. Municipal Borough of Hendon) utworzonego w 1932 roku oraz Friern Barnet (ang. Friern Barnet District Urban), 
East Barnet  (ang. East Barnet Urban District) i Barnet (ang. Barnet Urban District) utworzonych w 1894 roku. Na terenie Cricklewood znajdowała się wytwórnia samolotów Handley Page Ltd., specjalizująca się w budowie ciężkich bombowców i samolotów komunikacyjnych.

## Geografia
Gmina Barnet  ma powierzchnię 86,74 km², graniczy od zachodu z Harrow, od południowego zachodu z Brent, od południowego wschodu z Camden, od wschodu z Haringey i Enfield, zaś od północy z dystryktem Hertsmere w hrabstwie Hertfordshire.
W skład gminy Barnet wchodzą następujące obszary:
| - Arkley - Barnet, zwany również High Barnet - Brunswick Park - Burnt Oak - Childs Hill - Cricklewood - Church End Finchley - Cockfosters - Colney Hatch - Colindale - East Barnet - East Finchley - Edgware - Finchley - Friern Barnet - Golders Green - Monken Hadley | - Hale - The Hyde - Hampstead Garden Suburb - Hendon - Holders Hill - Mill Hill - Mill Hill East - New Barnet - New Southgate (na granicy z Enfield) - North Finchley - Oakleigh Park - Temple Fortune - Totteridge - West Hendon - Whetstone - Woodside Park |

Gmina dzieli się na 21 okręgów wyborczych które nie pokrywają się dokładnie z podziałem na obszary, zaś mieszczą się w trzech rejonach tzw. borough constituencies – Chipping Barnet, Hendon i Finchley and Golders Green.
| - Brunswick Park (Chipping Barnet) - Burnt Oak (Hendon) - Childs Hill (Finchley and Golders Green) - Colindale (Hendon) - Coppetts (Chipping Barnet) - East Finchley (Finchley and Golders Green) - East Barnet (Chipping Barnet) - Edgware (Hendon) - Finchley Church End (Finchley and Golders Green) - Garden Suburb (Finchley and Golders Green) - Golders Green (Finchley and Golders Green) | - Hale (Hendon) - Hendon (Hendon) - High Barnet (Chipping Barnet) - Mill Hill (Hendon) - Oakleigh (Chipping Barnet) - Totteridge (Chipping Barnet) - Underhill (Chipping Barnet) - West Finchley (Finchley and Golders Green) - West Hendon (Hendon) - Woodhouse (Finchley and Golders Green) |

## Demografia
W 2011 roku gmina Barnet miała 356 386 mieszkańców.
Podział mieszkańców według grup etnicznych na podstawie spisu powszechnego z 2011 roku:
| - Biali Brytyjczycy: 162 117 (45,5%) - Biali Irlandczycy: 8 685 (2,4%) - Irish Travellers: 151 (0,0%) - Pozostali biali: 57 600 (16,2%) - Mieszani Karaibowie: 3 097 (0,9%) - Mieszani Afrykanie: 3 112 (0,9%) - Mieszani Azjaci: 5 882 (1,7%) - Pozostali mieszani: 5 078 (1,4%) - Hindusi: 27 920 (7,8%) | - Pakistańczycy: 5 344 (1,5%) - Bengalczycy: 2 215 (0,6%) - Chińczycy: 8 259 (2,3%) - Pozostali Azjaci: 22 180 (6,2%) - Czarni Afrykanie: 19 392 (5,4%) - Czarni Karaibowie: 4 468 (1,3%) - Pozostali czarni: 3 571 (1,0%) - Arabowie: 5 210 (1,5%) - Pozostałe grupy etniczne: 12 105 (3,4%) |

Podział mieszkańców według wyznania na podstawie spisu powszechnego z 2011 roku:
- Chrześcijaństwo –  41,2%
- Islam – 10,3%
- Hinduizm – 6,2%
- Judaizm – 15,2%
- Buddyzm – 1,3%
- Sikhizm – 0,4%
- Pozostałe religie – 1,1%
- Bez religii – 16,1%
- Nie podana religia – 8,4%

Podział mieszkańców według miejsca urodzenia na podstawie spisu powszechnego z 2011 roku:
| - Wielka Brytania (217 890 – 61,14%) - Indie (10 912 – 3,06%) - Polska (8 614 – 2,42%) - Iran (7 242 – 2,03%) - Irlandia (6 020 – 1,69%) - Kenia (4 930 – 1,38%) - Rumunia (4 475 – 1,26%) - Nigeria (3 765 – 1,06%) - Południowa Afryka (3 518 – 0,99%) - Sri Lanka (2 810 – 0,79%) - Filipiny (2 825 – 0,79%) - Włochy (2 747 – 0,77%) - Pakistan (2 719 – 0,76%) - Chiny (2 598 – 0,73%) | - Somalia (2 345 – 0,66%) - Niemcy (2 304 – 0,65%) - Stany Zjednoczone (2 246 – 0,63%) - Turcja (1 952 – 0,55%) - Ghana (1 885 – 0,53%) - Francja (1 862 – 0,52%) - Portugalia (1 430 – 0,40%) - Australia (1 207 – 0,34%) - Bangladesz (1 119 – 0,31%) - Hiszpania (1 086 – 0,30%) - Litwa (1 076 – 0,30%) - Jamajka (891 – 0,25%) - Zimbabwe (784 – 0,22%) - pozostali (55 134 – 15,47%) |

## Transport

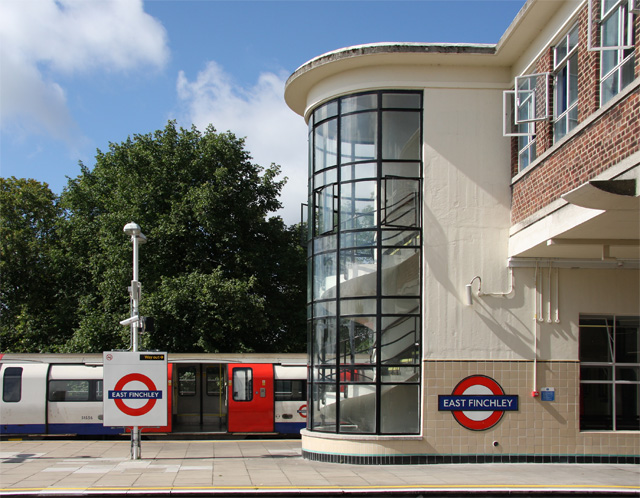
stacja East Finchley

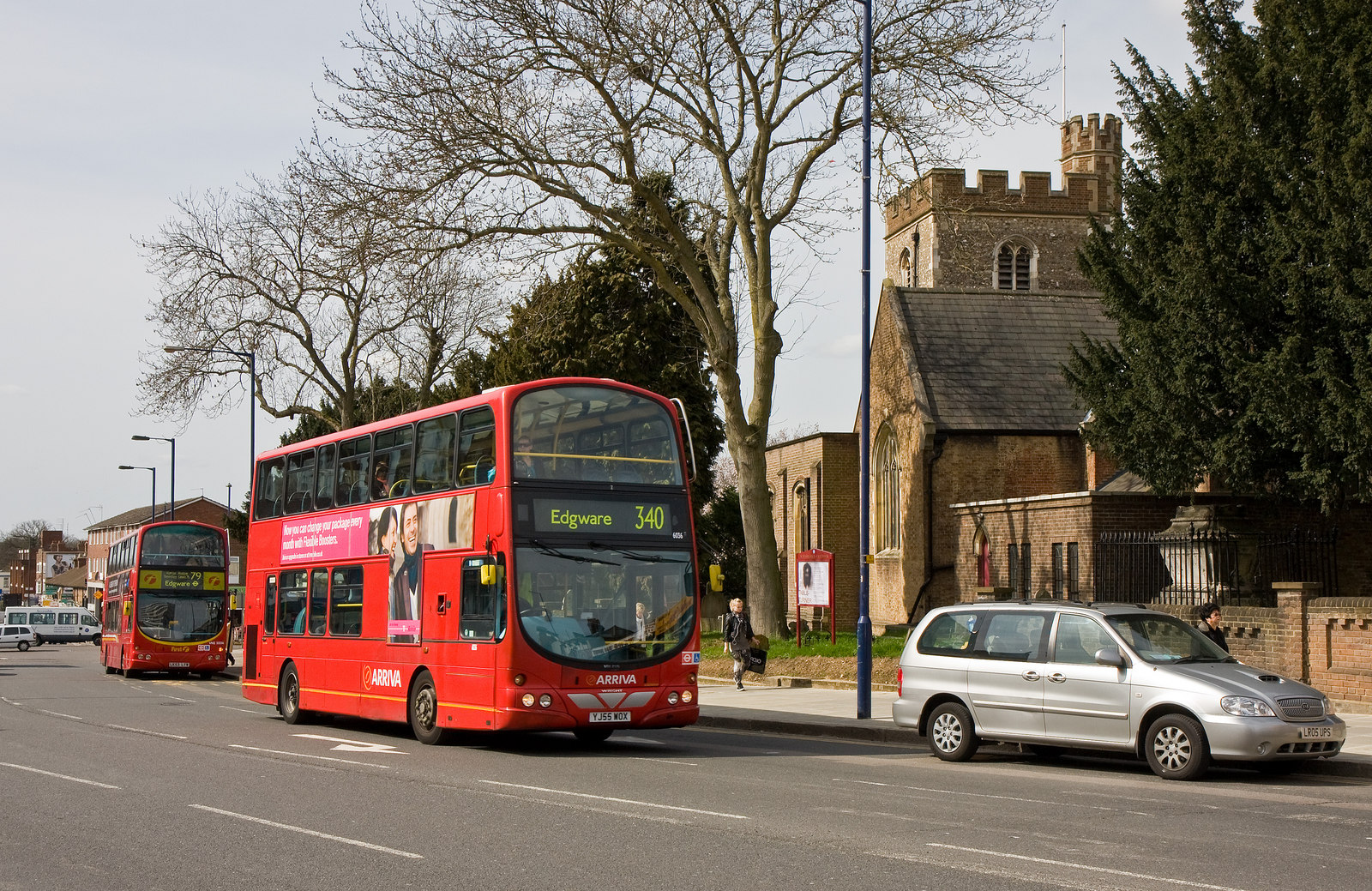
Station Road, Edgware

Przez Barnet przebiega jedna linia metra: Northern Line.
Stacje metra:
- Brent Cross – Northern Line
- Burnt Oak – Northern Line
- Colindale – Northern Line
- East Finchley – Northern Line
- Edgware – Northern Line
- Finchley Central – Northern Line
- Golders Green – Northern Line
- Hendon Central – Northern Line
- High Barnet – Northern Line
- Mill Hill East – Northern Line
- Totteridge and Whetstone – Northern Line
- West Finchley – Northern Line
- Woodside Park – Northern Line

Pasażerskie połączenia kolejowe na terenie Barnet obsługuje przewoźnik First Capital Connect.  
Stacje kolejowe:
- Cricklewood
- Hendon
- Mill Hill Broadway
- New Barnet
- New Southgate (na granicy z Enfield)
- Oakleigh Park

## Miejsca i muzea
- Royal Air Force Museum

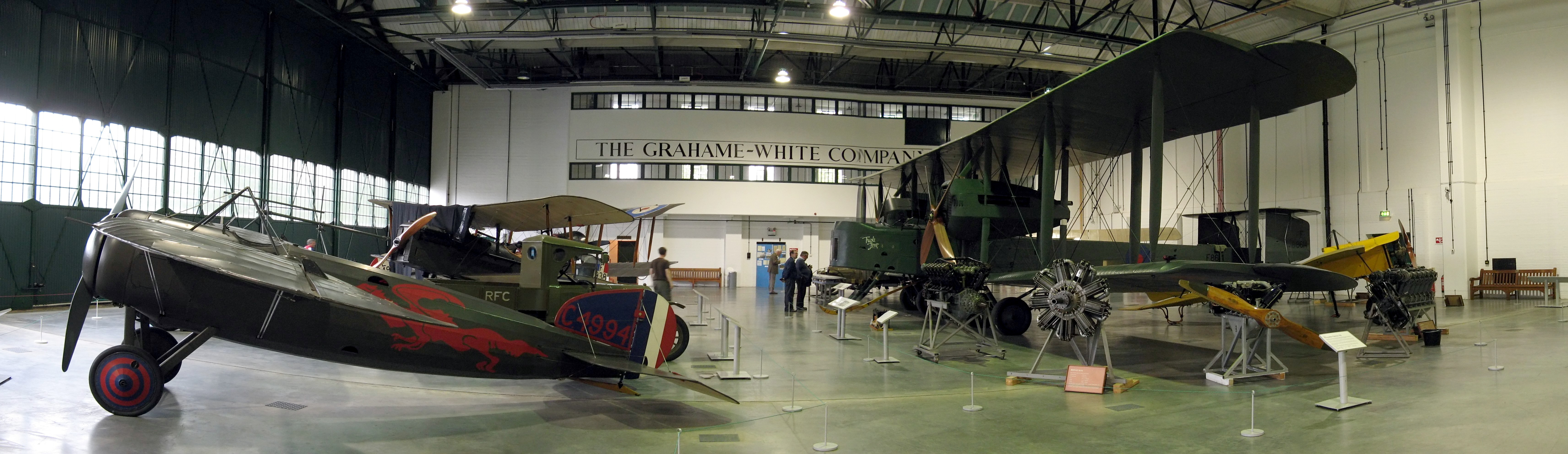
Royal Air Force Museum

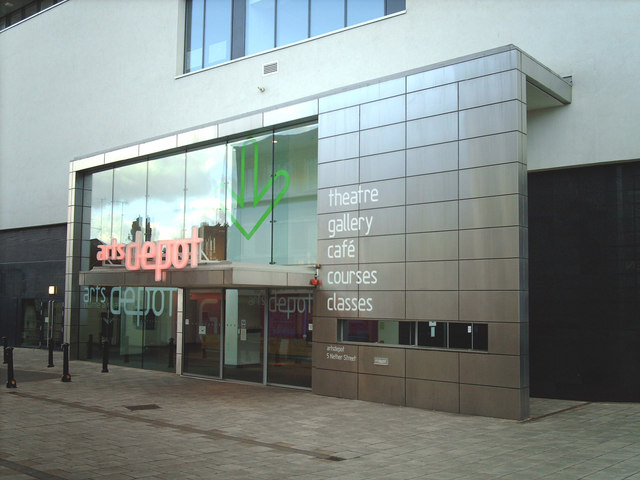
arts depot

- Underhill Stadium (stadion klubu piłkarskiego Barnet F.C.)
- Brent Cross Shopping Centre
- Museum of Domestic Design and Architecture[15]
- Barnet Museum[16]
- artsdepot[17]
- Noble Sage Art Gallery[18]
- Obserwatorium Uniwersytetu Londyńskiego[19]
- North Middlesex Golf Club[20]
- Old Fold Manor Golf Club[21]
- Arkley Golf Club[22]
- South Herts Golf Club[23]
- Finchley Golf Club[24]
- Hendon Golf Club[25]
- Mill Hill Golf Club[26]
- Hampstead Golf Club[27]

## Edukacja

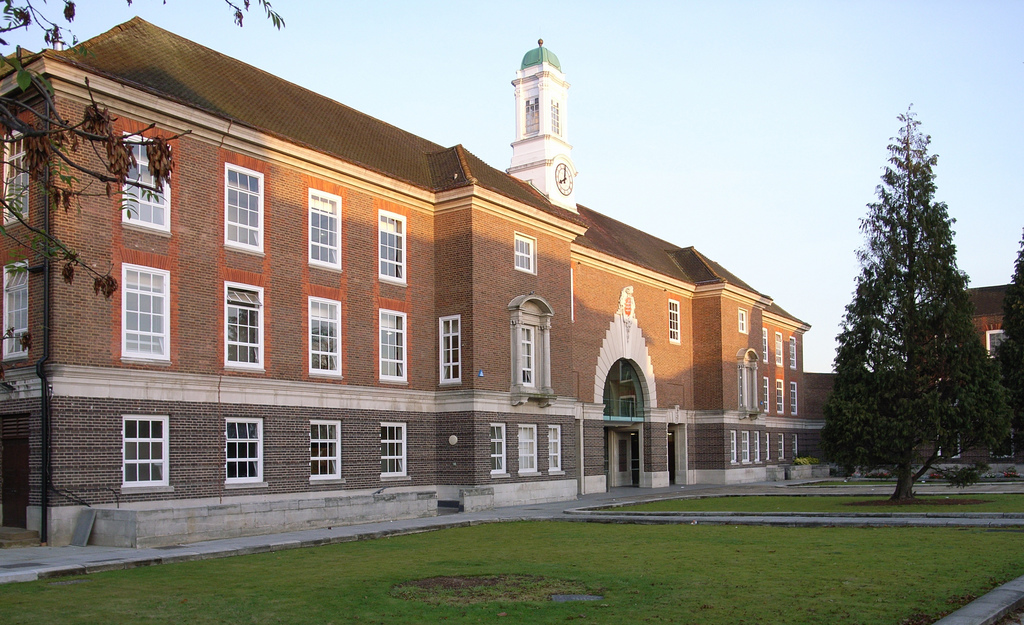
Middlesex University (Hendon Campus)

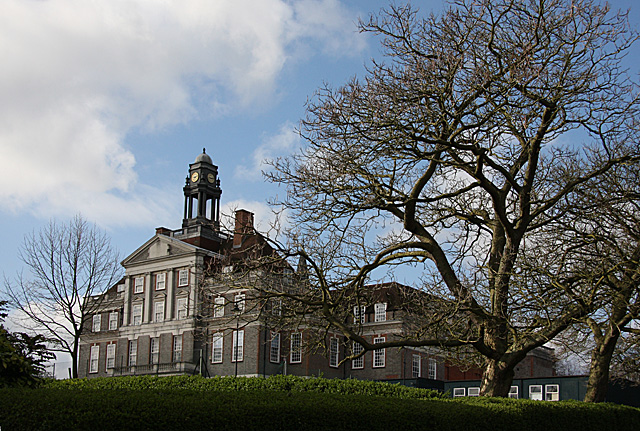
Henrietta Barnett School

- Middlesex University (Hendon Campus)[28]
- Hendon Police College[29]
- North London Grammar School[30]
- Christ's College Finchley[31]
- East Barnet School[32]
- St. Michael’s Catholic Grammar School[33]
- Wren Academy[34]
- Woodhouse College[35]
- Barnet and Southgate College (Barnet Campus)[36]
- North London International School[37]
- Hendon School[38]
- Finchley Catholic High School[39]
- Henrietta Barnett School[40]
- Bishop Douglass School[41]
- St James’ Catholic High School[42]
- Hasmonean High School[43]
- Jewish Community Secondary School[44]
- Mill Hill County High School[45]
- Copthall School[46]
- Mill Hill School[47]
- Ashmole School[48]
- Totteridge Academy[49]
- Queen Elizabeth's School for Girls[50]
- Queen Elizabeth's Grammar School for Boys[51]
- St Martha's Senior School[52]
- Whitefield School[53]

## Znane osoby
W Barnet urodzili się m.in.
- Nigel Marven – zoolog
- George Michael – piosenkarz
- Elizabeth Taylor – aktorka
- Ronald Fisher – genetyk i statystyk
- Elaine Paige – piosenkarka
- Helena Bonham Carter – aktorka
- Cicely Saunders – lekarka
- Peter Banks – gitarzysta rockowy
- John Bercow – polityk
- Terry-Thomas – aktor
- Gary Breen – piłkarz
- Stephanie Beacham – aktorka
- Bob Anderson – kierowca formuły 1
- Reginald Maudling – polityk
- Shirley Eaton – aktorka
- Emma Bunton – piosenkarka
- Archie Panjabi – aktorka
- David Piper – kierowca wyścigowy
- Nick Griffin – polityk

## Współpraca
- Barnet, Stany Zjednoczone
- Chaville, Francja
- Jinja, Uganda
- Le Raincy, Francja
- Montclair, Stany Zjednoczone
- Morfu, Cypr
- Ramat Gan, Izrael
- Siegen-Wittgenstein, Niemcy
- Tempelhof-Schöneberg, Niemcy